# Tilta
Tilta eller plogtilta kallas den uppvända jordsträngen vid sidan om den fåra som uppstår vid plöjning av en åker eller markberedning vid föryngring av skog.